# Пшиш (река)
Пшиш (устар. Пшик; адыг. Пшиш) — река в Краснодарском крае и Республике Адыгея, левый приток Кубани, впадает в Краснодарское водохранилище.

## Физико-географическая характеристика
До заполнения Краснодарского водохранилища длина реки составляла 258 км, в настоящий момент её длина существенно сократилась в результате затопления низовий. В результате создания водохранилища площадь водосборного бассейна Пшиша также сократилась, ранее она составляла 1850 км².
Образуется слиянием рек Большой и Малый Пшиш, берущих начало на северных склонах горы Шесси Главного Кавказского хребта. В верховьях течёт в глубокой и узкой долине, по выходе из гор долина расширяется. Питание смешанное, с преобладанием дождевого. Паводки. Среднегодовой расход воды — около 25 м³/с, наибольший — около 1000 м³/с. Ледовый режим неустойчив, в отдельные годы река не замерзает. Сплавная. На реке — г. Хадыженск.
Основные притоки: Гунайка, Цице.
Некоторые населённые пункты на Пшише: Алтубинал, Терзиян, Папоротный, Гойтх, Октябрьский, Навагинское, Шубинка, Куринская, Станционный, Хадыженск, Кабардинская, Лесогорская, Черниговская, Тверская, Гурийская, Бжедуховская, Габукай, Рязанская, Кунчукохабль, Городской.

## Притоки
- Фильтук[4] (Курго) (правый)
- Плес (левый)
- сток из Ганжинского водохранилища и канала (правый)
- Кошка (балка Кошка) (правый)
- Профиль (балка Профиль) (левый)
- Цице, у станицы Гурийская (левый)
- Широкая Балка (левый)
- Хадыжка (правый)
- Хадажка (Тушепс) (правый)
- Кура (левый)
- Сосновка (правый)
- Шубинка (правый)
- Навагинка (левый)
- Малый Тук (левый)
- Большой Тук (левый)
- Гунайка (правый)
- Елизаветка (левый)
- Холодная Щель (левый)
- Караковская Щель (левый)
- Большой Пшиш, левая составляющая р. Пшиш
- Малый Пшиш, правая составляющая р. Пшиш